# Nové Mesto nad Váhom
Nové Mesto nad Váhom (deutsch Neustadt(l) an der Waag oder Waag-Neustadtl, ungarisch Vágújhely) ist eine Stadt in der Westslowakei.

## Geographie
Die Stadt liegt im mittleren Waagtal (nördliches Donauhügelland) etwa 20 Kilometer nördlich von Piešťany und ebenso weit südlich von Trenčín. Geographisch befindet sich der Ort zwischen den Kleinen Karpaten im Westen, den Weißen Karpaten im Nordwesten und dem Inowetz im Osten.

## Geschichte
Der Ort wurde 1253 zum ersten Mal schriftlich erwähnt. Hierbei handelte es sich um ein Schreiben des ungarischen Königs Béla IV., welcher der Stadt für die Loyalität in den Kämpfen gegen die Mongolen dankt.

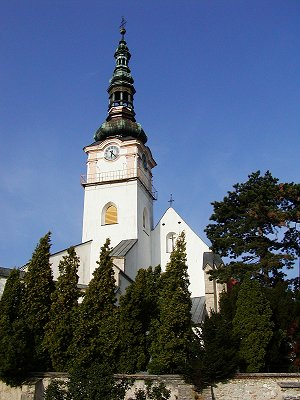
Katholische Kirche in Nové Mesto nad Váhom
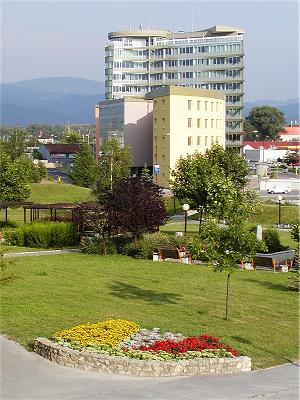
Gebäude der Staatsverwaltung

## Bevölkerung
| Jahr                | 1994   | 2004    | 2014    | 2024    |
| ------------------- | ------ | ------- | ------- | ------- |
| Anzahl der Personen | 21.578 | 20.827  | 20.119  | 19.257  |
| Unterschied         |        | −3,48 % | −3,39 % | −4,28 % |

| Jahr                | 2023   | 2024    |
| ------------------- | ------ | ------- |
| Anzahl der Personen | 19.296 | 19.257  |
| Unterschied         |        | −0,20 % |

## Stadtgliederung
Zur Stadt gehören folgende Stadtteile, die allerdings nicht offiziell sind:
- Mnešice (1949 eingemeindet)
- Izbice
- Hájovky
- Rajková
- Záhumenice
- Horné Samoty
- Dolné Samoty
- Lúka I.
- Lúka II.
- Centrum I.
- Centrum II.
- sídlisko

## Sehenswürdigkeiten
- Burg Čachtice

## Verkehrsanbindung
Die Stadt Nové Mesto nad Váhom ist an der slowakischen Autobahn D1 gelegen; durch die Stadt führt auch die „alte“ Staatsstraße 61 und die zur tschechischen Stadt Veselí nad Moravou führende Staatsstraße 54. Des Weiteren befindet sie sich an der Bahnstrecke Bratislava–Žilina; von hier aus beginnt auch die Bahnstrecke Nové Mesto nad Váhom–Veselí nad Moravou.

## Städtepartnerschaften

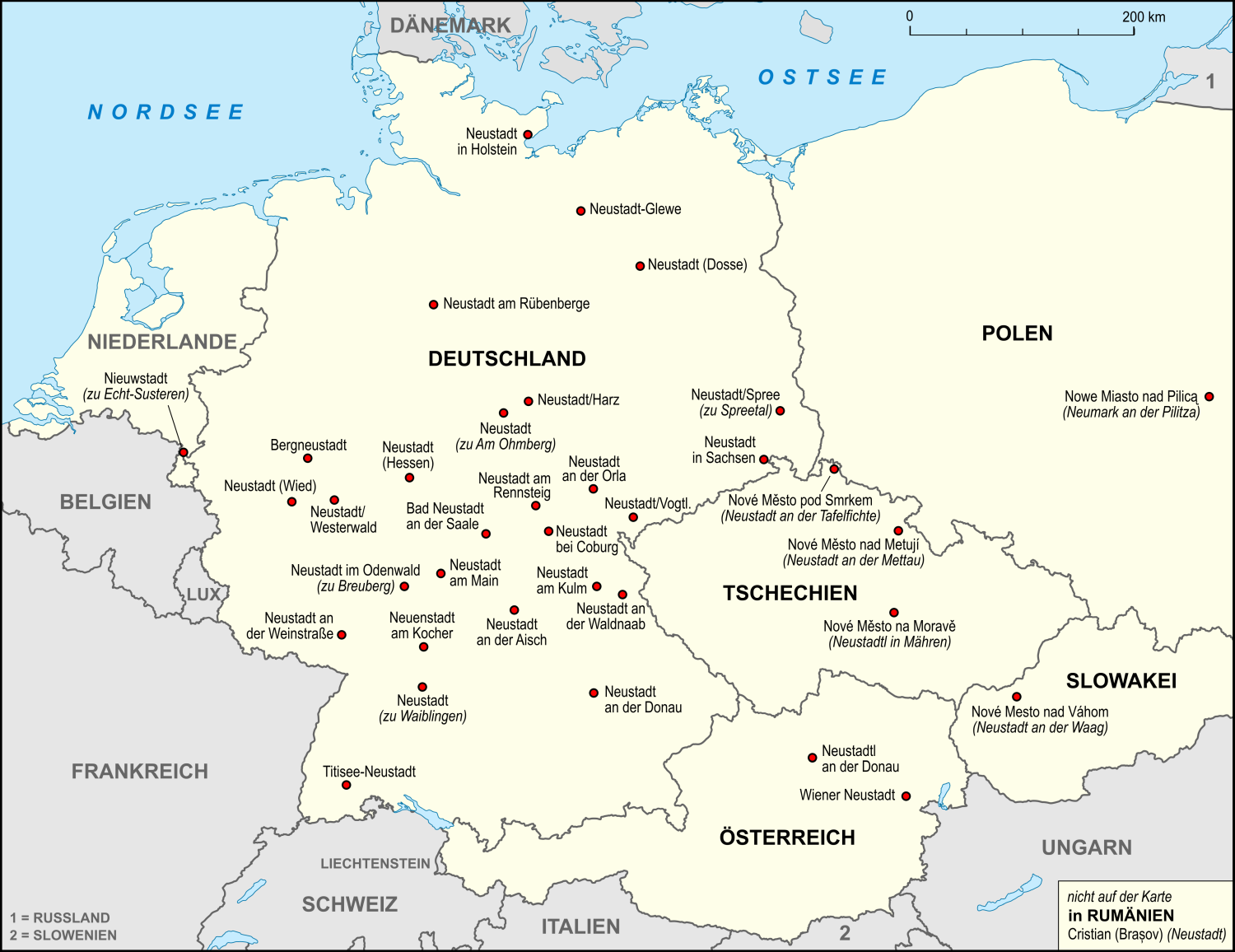
Arbeitsgemeinschaft Neustadt in Europa

- Uherský Brod, Tschechien

Nové Mesto nad Váhom ist Mitglied der Arbeitsgemeinschaft Neustadt in Europa, der 37 Städte in acht mitteleuropäischen Staaten angehören.

## Söhne und Töchter der Stadt
- Ede Horn (1825–1875), ungarischer Nationalökonom und Politiker
- Ludwig Doleschall (1827–1859), Insektenforscher
- Salomon Stricker (1834–1898), ungarisch-österreichischer Pathologe und Histologe
- Josef Stier (1843–1919), ungarisch-deutscher Rabbiner und Autor
- Samson Weisse (1857–1946), deutscher Rabbiner in Dessau und später Landesrabbiner in Anhalt
- Ernest Nagel (1901–1985), amerikanischer Philosoph und Wissenschaftstheoretiker
- Josef Meisel (1911–1993), österreichischer Kommunist, Interbrigadist und Widerstandskämpfer gegen den Nationalsozialismus
- Stefan Schwarz (1914–1996), slowakischer Mathematiker und Hochschullehrer
- Vladimír Černušák (1921–2018), tschechoslowakischer Sportfunktionär
- Ján Šišovský (* 1945), Mittelstreckenläufer
- Jela Špitková (* 1947), österreichisch-slowakische Geigensolistin und Hochschullehrerin
- Jozef Samborský (* 1951), Mittelstreckenläufer

## Personen mit Bezug zur Stadt
- Elisabeth Báthory (1560–1614), ungarische Adelige, verurteilte Serienmörderin